# Hikari Ōe
Hikari Ōe (japanisch 大江 光 Ōe Hikari; * 13. Juni 1963 in Tokio) ist ein japanischer Komponist. Er ist der Sohn des japanischen Autors und Nobelpreisträgers Kenzaburō Ōe und von Yukari Ikeuchi sowie der Neffe des Regisseurs Juzo Itami.

## Leben
Hikari Ōe wurde 1963 als erstes von drei Kindern geboren. Er wurde mit einem deformierten Schädelknochen geboren. Erst eine lebensrettende Operation ermöglichte es ihm, ein Leben als Autist und Komponist zu führen. Er gilt als Savant im Bereich Musik. In seinem biografischen Bericht „Licht scheint auf mein Dach“, den sein Vater Kenzaburō nach der Verleihung des Nobelpreises schrieb, wird deutlich, wie sehr diese Behinderung (u. a. auch Epilepsie) ihn (Kenzaburō) und seine Familie ein Leben lang geprägt und sein literarisches Schaffen beeinflusst hat.
In schonungsloser Offenheit schildert Kenzaburōs Buch „Eine persönliche Erfahrung“ den Kampf eines jungen Vaters, das behinderte Leben gegen die eigenen inneren Widerstände anzunehmen.

## Rezeption
Obwohl in Japan relativ erfolgreich, stellt Kenzaburō Ōe in seinem Buch Licht scheint auf mein Dach selbst die Frage: „Würde man die Stücke von Hikari Ōe in der berühmten Suntory Hall aufführen, wenn er nicht der Sohn von Kenzaburō Ōe wäre?“